# Glenea kannegieteri
Glenea kannegieteri là một loài bọ cánh cứng trong họ Cerambycidae.